# Мюнтторгет
Мюнтторгет (Монетная площадь; швед. Mynttorget) — городская площадь в Гамла-Стане («старом городе») в центре Стокгольма (Швеция). Была названа по своему расположению вблизи королевского монетного двора.

## История
Площадь получила своё название из-за близости к королевскому монетному двору (швед. Kungliga myntet), который в период с 1696 по 1850 год располагался рядом с площадью. Это название впервые появилось на карте в 1733 году. Хотя монеты чеканились в столице с 1310 года, первоначальное местонахождение королевского монетного двора неизвестно. В начале XV века он располагался к западу от дворца Три короны (то есть непосредственно к югу от площади), но в период позднего Средневековья его перемещали между резиденциями различных монетных дворов. Во время регентства Густава I Вазы монетный двор располагался на бывшем островке рядом с нынешним Национальным музеем под названием Киркхольмен или даже Минтхольмен. Позже он был перенесён сначала на Риддархольмен, а затем на Хельгеандсхольмен.
В XVII веке, когда северные ворота города перестраивались, оборонительная башня, Норрепорт, была снесена в 1672 году, чтобы освободить место для нового монетного двора у площади, строительство которого было завершено в 1696 году. Однако это здание было снесено в 1784 году, и на его месте было построено новое здание для правительственных учреждений, достроенное в 1790 году и украшенное четырьмя дорическими колоннами, которые сегодня используются для портика здания Канслихусета.
Находясь рядом со зданием шведского парламента, площадь неоднократно становилась местом проведения демонстраций и протестов. Грета Тунберг сидела там во время многих своих школьных забастовок за климат.

## Описание
От площади мост Штальброн ведёт на Парламентский остров Хельгеандсхольмен; на западе улица Мюнтгатан ведёт к площади Риддархусторгет, а набережная Кансликайен тянется вдоль берега; улица Вестерлонггатан тянется на юг через средневековый Старый город (Гамла-Стан). На востоке пандусы Королевского дворца Лейонбакен ведут к северному входу во дворец, а набережная Слоттскайен проходит вдоль канала Штальканален. Над площадью возвышается терраса Хёгвактстеррассен.
Центральное расположение между зданием Риксдага, Канслихусет («Дом секретариата» или «Канцелярия»), и Королевским дворцом делает площадь популярным местом для проведения различных политических манифестаций.
На Мюнтторгет, дом 4 в 1746 году, после разрушительного пожара в Королевском дворце в 1697 году была основана страховая компания «Brandförsäkringskontor» («Стокгольмская страховая контора от пожаров»), сокращённо «Brandkontoret», старейшая страховая компания Швеции. В 1806 году здание было приобретено, и с тех пор здесь располагается офис «Brandkontoret». Ранее здание было известно как дворец Розендаль (швед. Rosendalska palatset). Здание было спроектировано К. Ф. Аделькранцем (1716—1796) и Эриком Палмстедтом (1741—1803) в переходном стиле, соединяющем рококо и густавианский классицизм. В 1773—1780 годах здесь располагалась Королевская академия свободных искусств.
Страховая компания Skandia, которая сегодня является одним из ведущих игроков, была основана в 1855 году и изначально занимала всего три комнаты в здании по адресу Мюнтторгет, дом 1, на южной стороне площади. В настоящее время в этом здании заседает парламент.

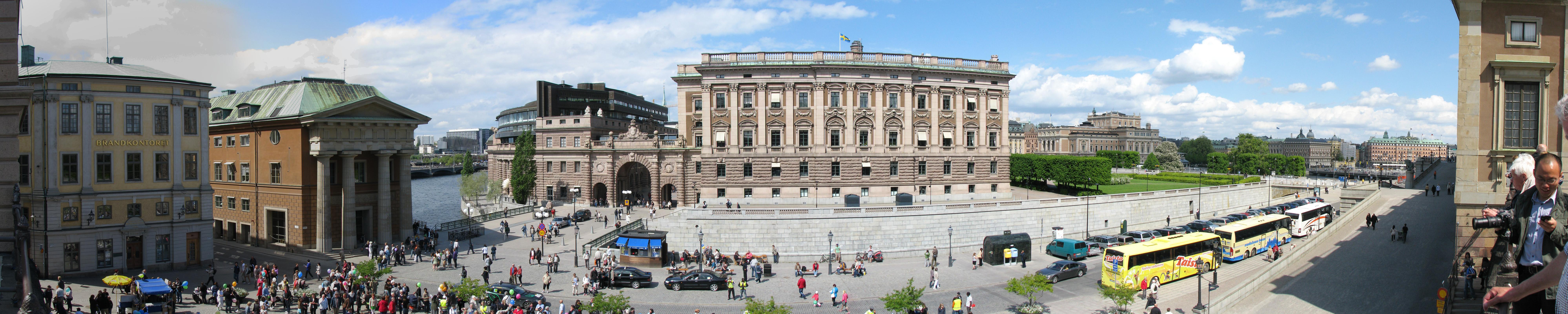
Панорама площади

## Галерея

Виды площади
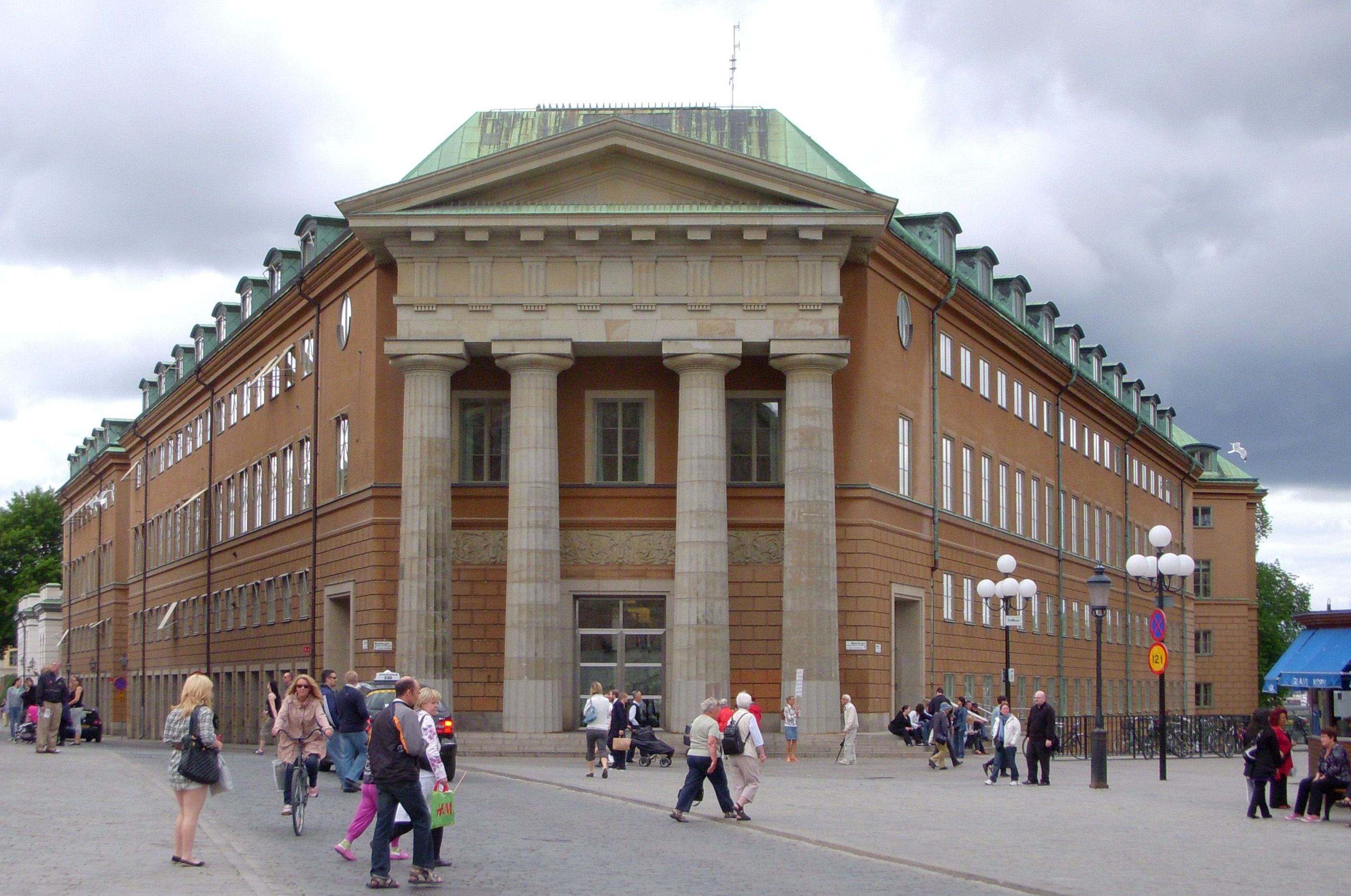
Здание канцелярии
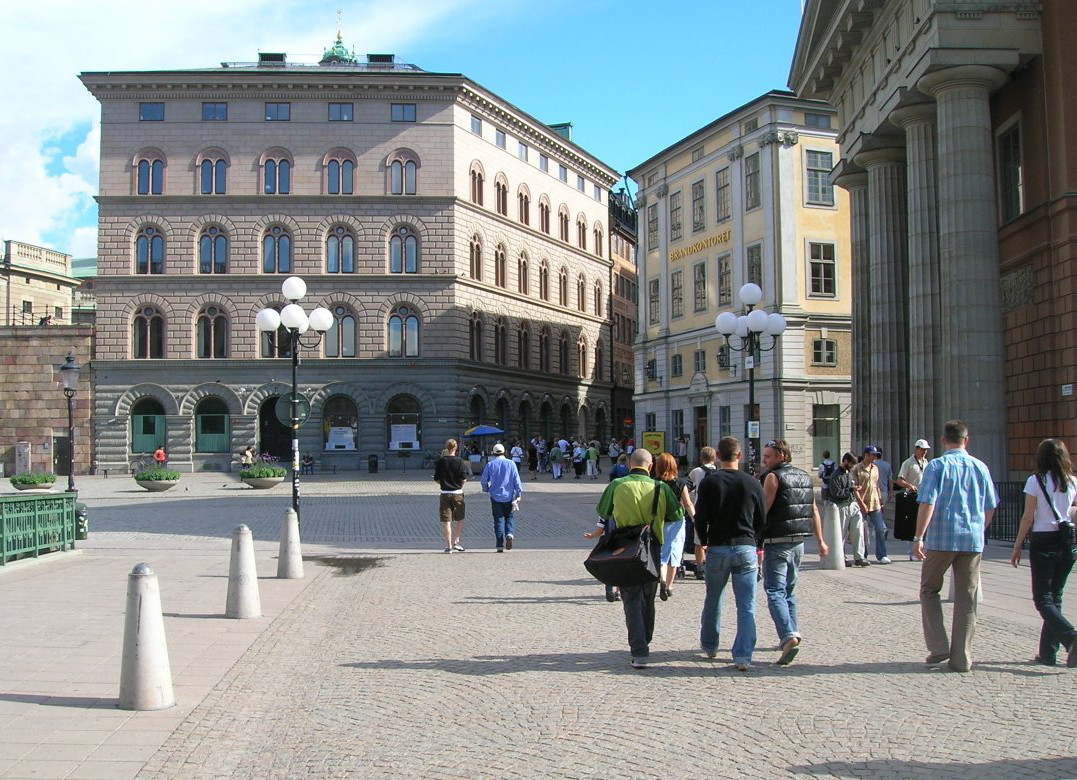
Вид на площадь от моста Штальброн
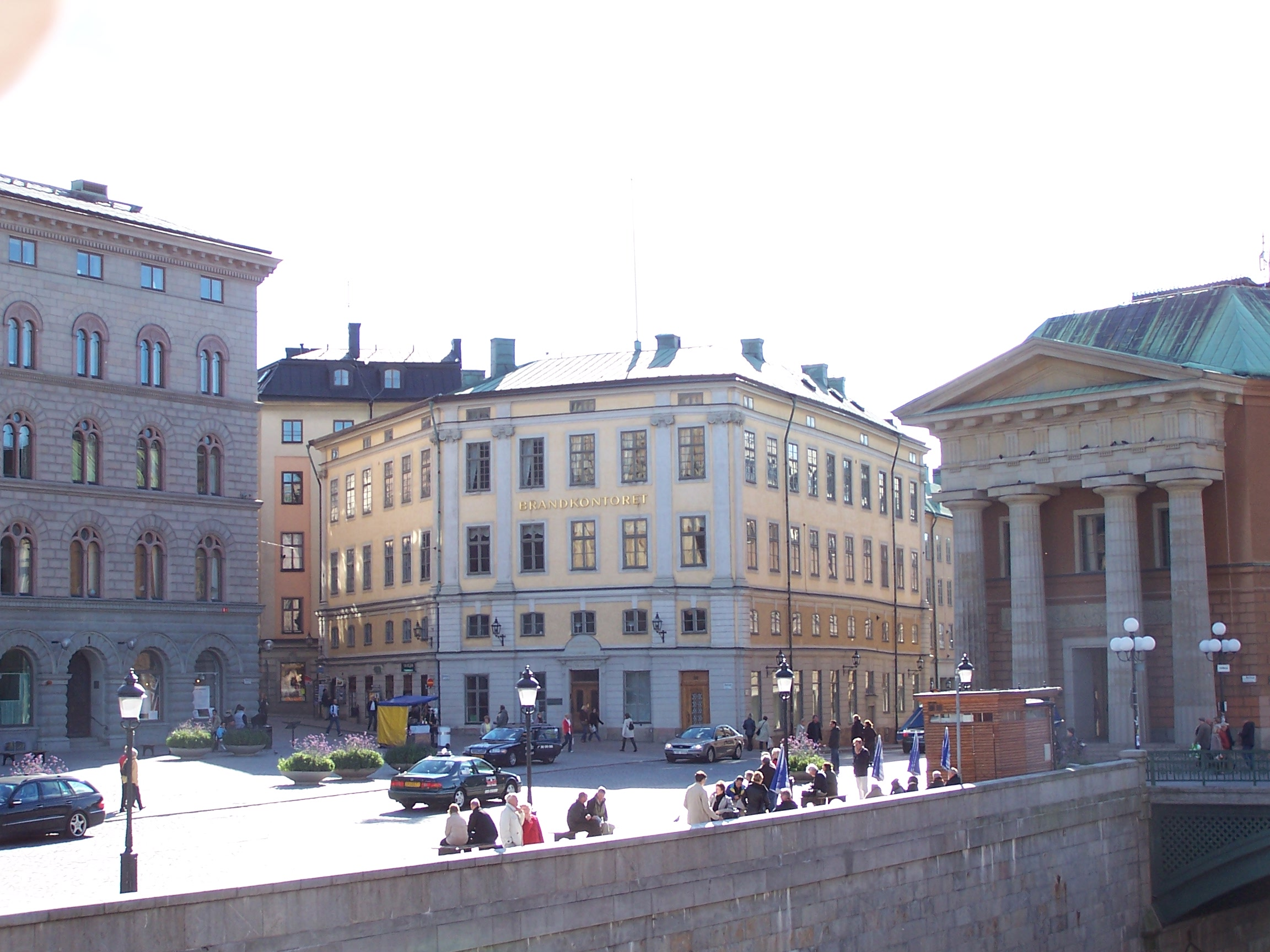
Вид с острова Хельгеандсхольмен
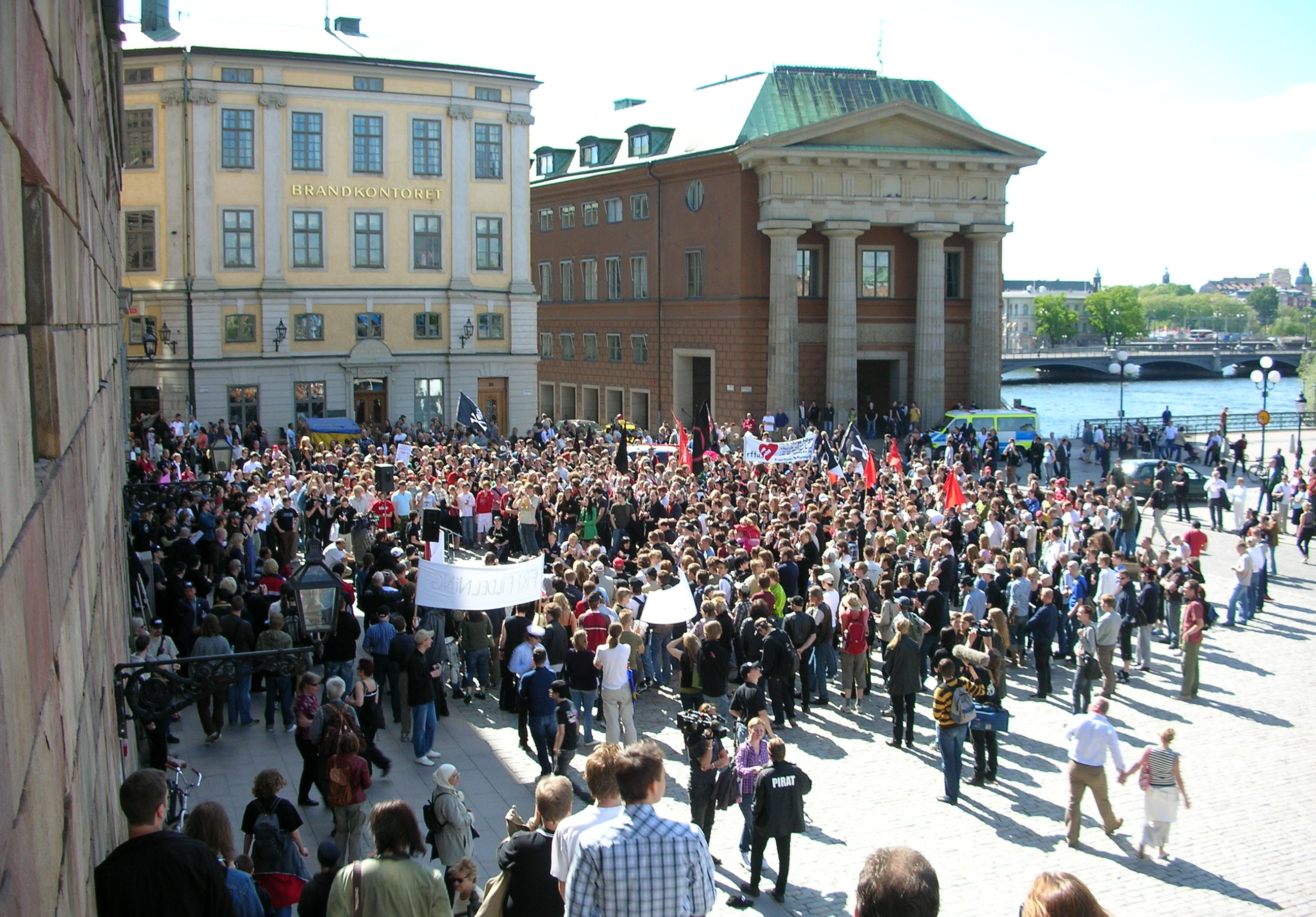
Демонстрация Пиратской партии в 2006 году